# سباق القوارب

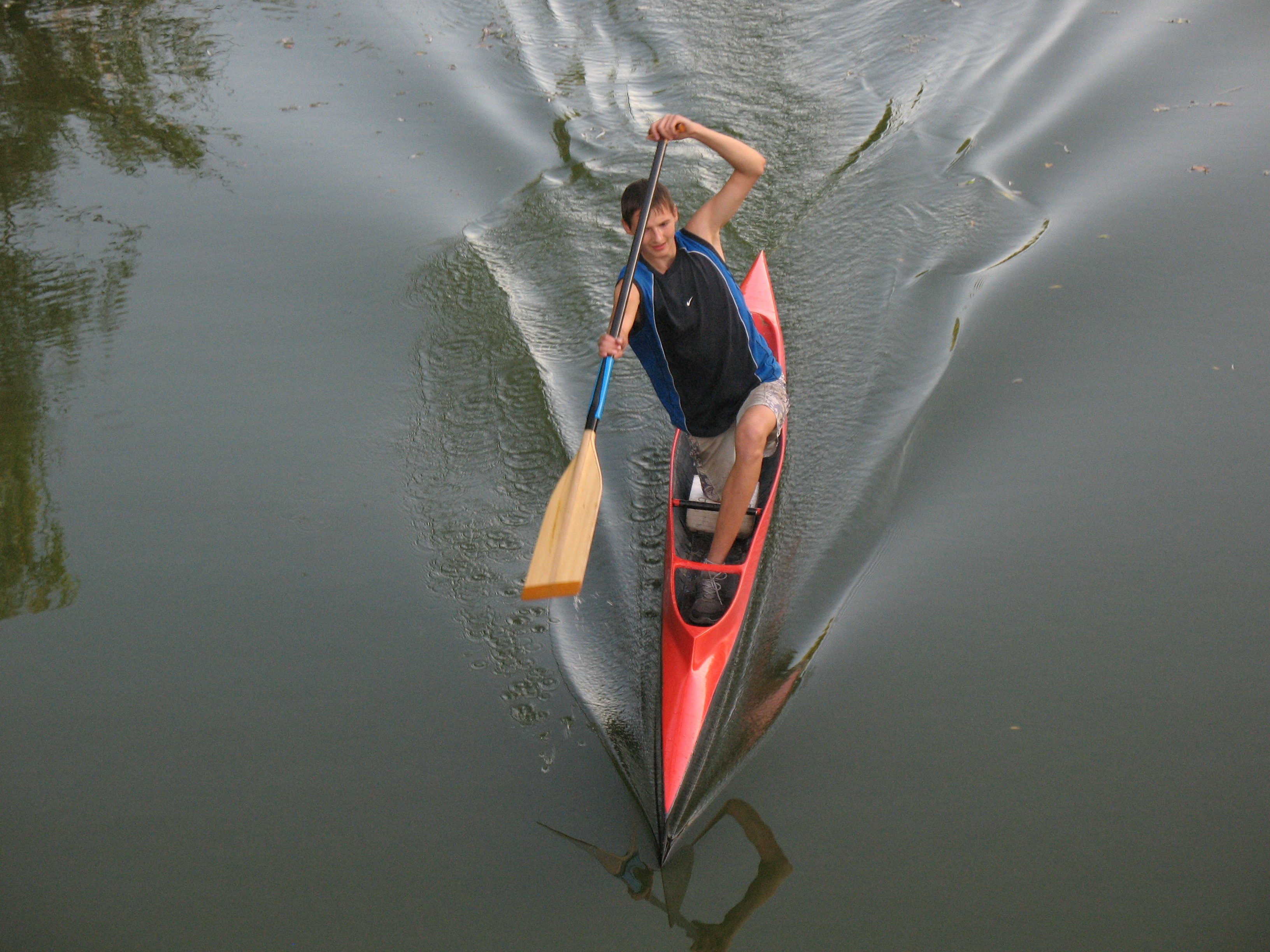
C-1 in Kharkov river

سباق القوارب هي رياضة يتم ممارستها عبر قارب صغير بواسطة مجداف واحد من قبل متسابق واحد، وهي واحد من الألعاب الأوليمبية.

## قارب الكاياك
في الزورق، يجلس المجدف في اتجاه السفر، ويستخدم مجداف المزدوج البيضاء. الزوارق لها الدفة، الذي تديره أقدام المجداف في الجبهة. لالزوارق المجاديف الجناح دعا المستعمل استخدمته بشكل عام، ريش من أي شكل أنت تشبه جناح أو ملعقة. شفرة الجناح تقع التطورات خضعوا في جدول أعمال على مدى العقدين الماضيين، وتطور من شفرة تملق لواحد مع منحنى أكثر وضوحا أن يكون قبض أفضل الماء.

## معرض

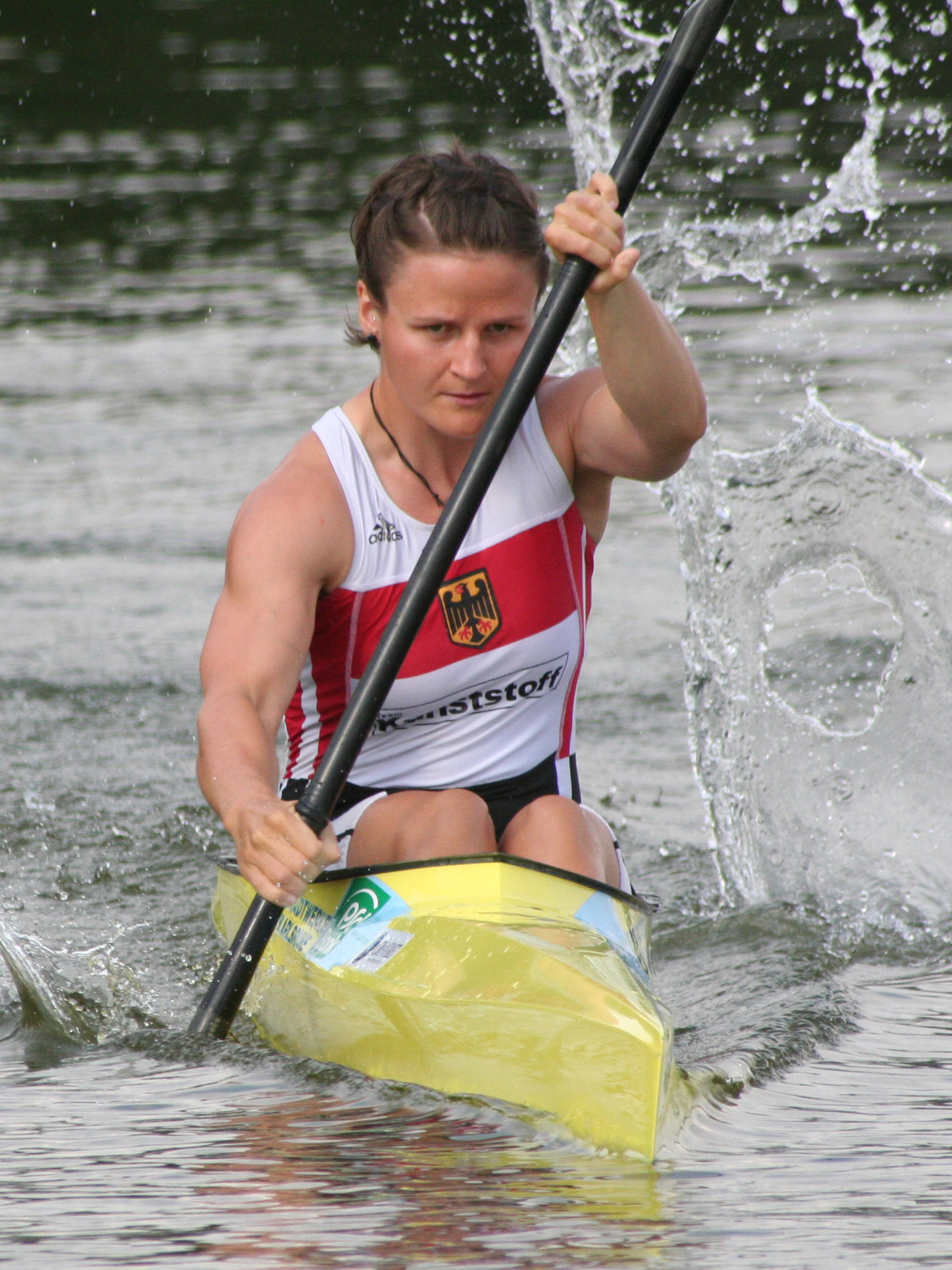
Silke Hörmann in a typically narrow-beamed racing kayak
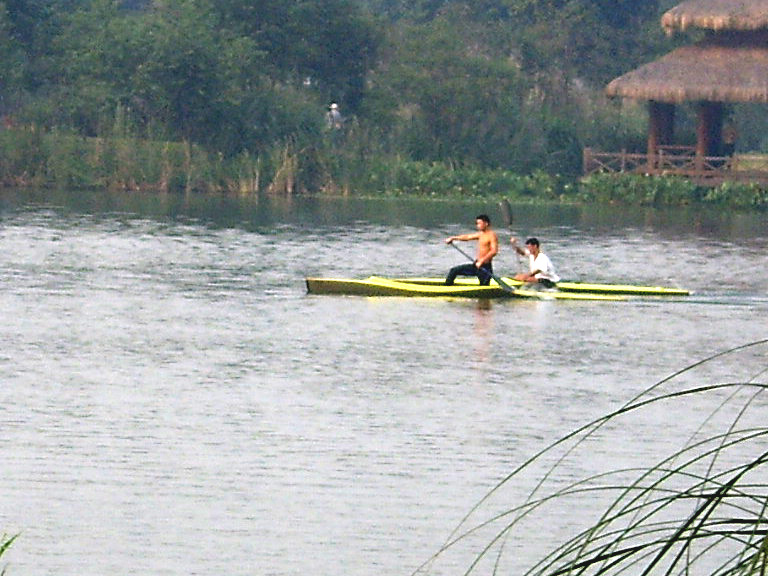
C-1 زورق سباق، مع K-1 كاياك العدو خلف.
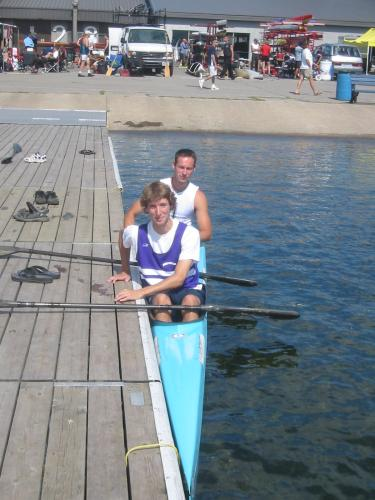
A typical racing K-2 design. Note the extremely narrow beam.
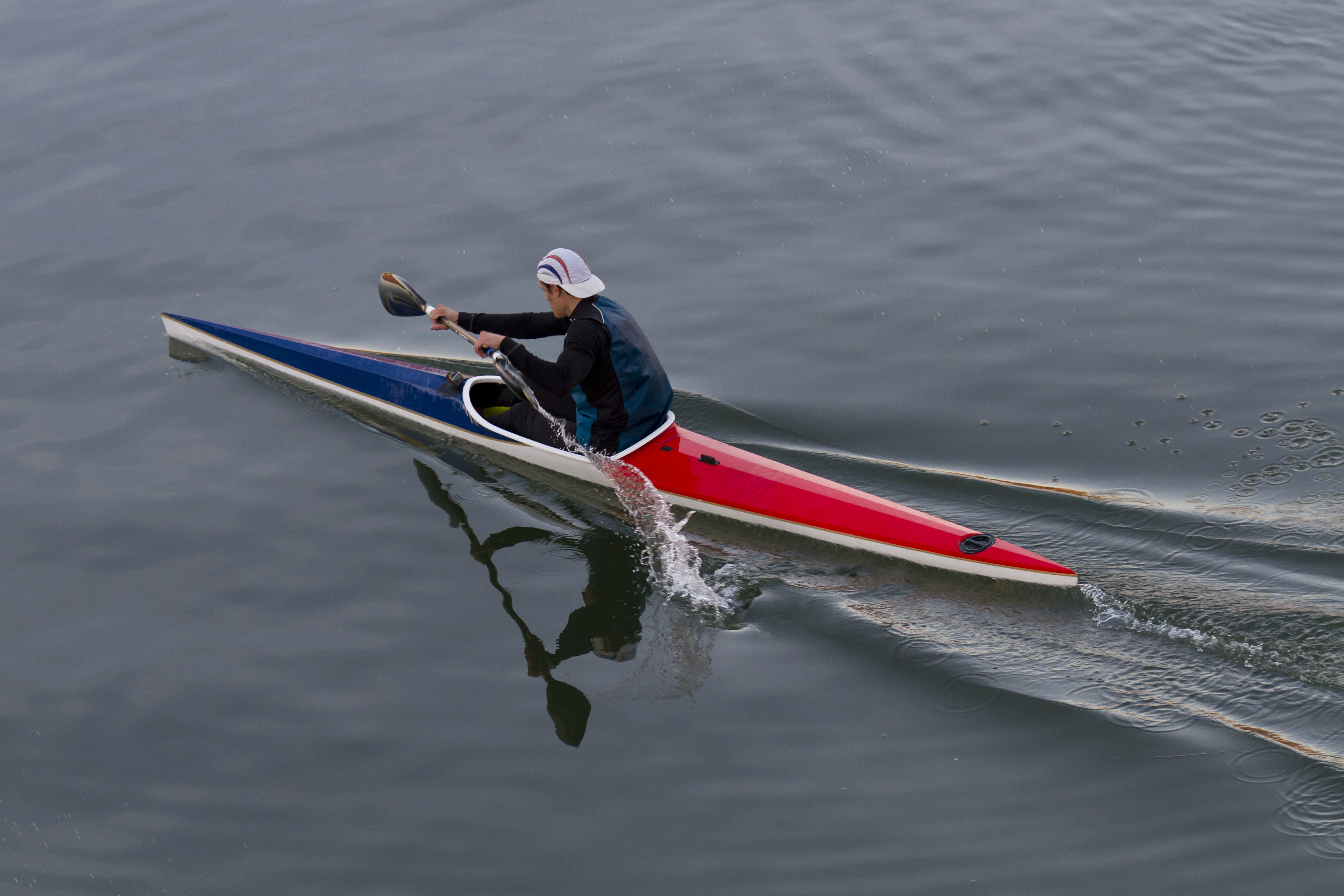
A K-1 on Garonne river in Toulouse.